# Globigerinitidae
Globigerinitidae es una familia de foraminíferos planctónicos de la Superfamilia Globorotalioidea, del Suborden Globigerinina y del Orden Globigerinida.  Su rango cronoestratigráfico abarca desde el Aquitaniense (Mioceno inferior) hasta la Actualidad.

## Discusión
Clasificaciones posteriores han incluido Globigerinitidae en la Superfamilia Globigerinoidea. Clasificaciones previas incluían los taxones de Globigerinitidae en la Familia Candeinidae

## Clasificación
Globigerinitidae incluye a las siguientes subfamilia y géneros:
- Subfamilia Globigerinitinae †
  - Antarcticella
  - Globigerinita
  - Tenuitellinata
  - Tinophodella